# La Count Mountain
La Count Mountain är ett berg i Antarktis. Det ligger i Östantarktis. Nya Zeeland gör anspråk på området. Toppen på La Count Mountain är 1 875 meter över havet.
Terrängen runt La Count Mountain är kuperad västerut, men österut är den bergig. Trakten är obefolkad. Det finns inga samhällen i närheten. 